# 祖安·科夫
祖安·馬高斯·科夫（西班牙語：Juan Marcos Foyth；1998年1月12日—）是一名阿根廷職業足球運動員，司職後衛，現時效力西甲球會比利亞雷阿爾，阿根廷國家足球隊成員。

## 球會生涯

### 比利亞雷阿爾
2020年10月4日，弗伊斯先與熱刺續約至2023年，並以租借方式加盟比利亞雷阿爾直至2020–21賽季結束。10月22日，弗伊斯在歐洲聯賽分組賽對陣的比賽中首次亮相並踢進一球，幫助球隊以5-3獲勝。
2021年6月11日，比利亞雷阿爾行使了弗伊斯的買斷選擇權，弗伊斯永久從熱刺轉會至比利亞雷阿爾。
2022年5月12日，弗伊斯在西甲聯賽5-1戰勝巴列卡诺闪电的比賽中為比利亞雷阿爾打進了他的第一個進球。

## 國家隊生涯
科夫于2018年11月16日在对墨西哥的友谊赛中首次亮相，帮助阿根廷以2-0获胜。
2022年11月，弗伊斯入選2022年世界盃阿根廷國家隊26人名單。最終阿根廷獲得冠軍。

## 個人生活
弗伊斯出生於阿根廷，擁有波蘭血統，並持有波蘭護照。
弗伊斯於2019年7月在阿根廷拉普拉塔與他的長期伴侶Ariana Alonso結婚。兩人的兒子於2021年2月出生。

## 榮譽

### 球會
熱刺
- 歐洲冠軍聯賽 亞軍：2018–19賽季

 比利亞雷阿爾
- 欧足联欧洲联赛 冠軍：2020–21賽季[9]

### 國家隊
阿根廷
- 國際足協世界盃冠軍（1次）：2022年

## 外部連結
- 祖安·科夫在Transfermarkt上的资料
- Soccerway資料庫：祖安·科夫